# Mossaskär, Kyrkslätt
Mossaskär är en ö i Finland. Den ligger i Finska viken och i kommunen Kyrkslätt i den ekonomiska regionen  Helsingfors i landskapet Nyland, i den södra delen av landet. Ön ligger omkring 42 kilometer sydväst om Helsingfors.
Öns area är 7,8 hektar och dess största längd är 490 meter i sydväst-nordöstlig riktning.